# Autostrada M3 (Macedonia Północna)
Autostrada M3 (mac. M3 Автопaт / M3 Avtopat) – historyczne oznaczenie macedońskiej autostrady. Od 30 września 2011 roku droga funkcjonuje jako autostrada A4.